# Sachsenbrunn
Sachsenbrunn – dzielnica miasta Eisfeld w Niemczech, w kraju związkowym Turyngia, w powiecie Hildburghausen. Do 31 grudnia 2018 samodzielna gmina.
Od 1 stycznia 2012 do 31 grudnia 2018 niektóre zadania administracyjne ówczesnej gminy realizowane były już przez miasto Eisfeld, które pełniło rolę "gminy realizującej" (niem. "erfüllende Gemeinde").